# Mistrzostwa Europy w Lekkoatletyce 1950 – sztafeta 4 × 100 m mężczyzn

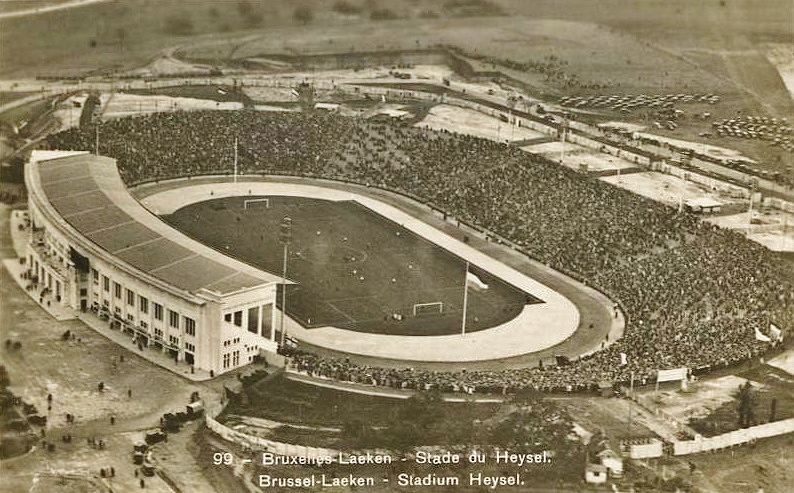
Stadion Heysel w 1935 roku. Na tym obiekcie odbyły się lekkoatletyczne mistrzostwa Europy w 1950 r.

Sztafeta 4 × 100 metrów mężczyzn była jedną z konkurencji rozgrywanych podczas IV Mistrzostw Europy w Brukseli. Biegi eliminacyjne zostały rozegrane 23 sierpnia, a bieg finałowy 27 sierpnia 1950 roku. Zwycięzcą tej konkurencji została sztafeta radziecka w składzie: Władimir Suchariew, Lew Kalajew, Lewan Sanadze i Nikołaj Karakułow. W rywalizacji wzięło udział trzydziestu sześciu zawodników z dziewięciu reprezentacji.

## Rekordy
| Rekord świata     | Stany Zjednoczone · (Jesse Owens, Ralph Metcalfe, Foy Draper, Frank Wykoff)  | 39,8 | Berlin, Niemcy | 09.08.1936 |
| Rekord Europy     | Niemcy (Erich Borchmeyer, Gerd Hornberger, Karl Neckermann, Jakob Scheuring) | 40,1 | Berlin, Niemcy | 29.07.1939 |
| Rekord mistrzostw | Niemcy (Manfred Kersch, Gerd Hornberger, Karl Neckermann, Jakob Scheuring)   | 40,9 | Paryż, Francja | 05.09.1938 |

## Wyniki

### Eliminacje
Bieg 1
| Miejsce | Reprezentacja   | Zawodnicy                                                                     | Czas | Uwagi |
| ------- | --------------- | ----------------------------------------------------------------------------- | ---- | ----- |
| 1       | ZSRR            | Władimir Suchariew, Lew Kalajew, Lewan Sanadze, Nikołaj Karakułow             | 41,7 | Q     |
| 2       | Islandia        | Ásmundur Bjarnason, Guðmundur Lárusson, Finnbjörn Þorvaldsson, Haukur Clausen | 41,7 | Q     |
| 3       | Wielka Brytania | Jack Gregory, Alan Grieve, Brian Shenton, Austin Pinnington                   | 41,9 | Q     |
| 4       | Belgia          | Hector Gosset, Fernand Linssen, Isidoor Vandewiele, Roland Vercruysse         | 42,2 |       |

Bieg 2
| Miejsce | Reprezentacja | Zawodnicy                                                         | Czas | Uwagi |
| ------- | ------------- | ----------------------------------------------------------------- | ---- | ----- |
| 1       | Francja       | Étienne Bally, Jacques Perlot, Yves Camus, Jean-Pierre Guillon    | 41,4 | Q     |
| 2       | Włochy        | Franco Leccese, Gino Riva, Giuseppe Guzzi, Angelo Moretti         | 41,5 | Q     |
| 3       | Szwecja       | Göte Kjellberg, Leif Christersson, Stig Danielsson, Hans Rydén    | 42,1 | Q     |
| 4       | Norwegia      | Erik Bjølseth, Henry Johansen, Knut Moum, Hans Peter Pedersen     | 42,5 |       |
| 5       | Szwajcaria    | Olivier Bernard, Hans Wehrli, Willy Eichenberger, Willy Burgisser | 43,7 |       |

### Finał
| Miejsce | Reprezentacja   | Zawodnicy                                                                     | Czas |
| ------- | --------------- | ----------------------------------------------------------------------------- | ---- |
| 1       | ZSRR            | Władimir Suchariew, Lew Kalajew, Lewan Sanadze, Nikołaj Karakułow             | 41,5 |
| 2       | Francja         | Étienne Bally, Jacques Perlot, Yves Camus, Jean-Pierre Guillon                | 41,8 |
| 3       | Szwecja         | Göte Kjellberg, Leif Christersson, Stig Danielsson, Hans Rydén                | 41,9 |
| 4       | Wielka Brytania | Jack Gregory, Alan Grieve, Brian Shenton, Austin Pinnington                   | 41,9 |
| 5       | Islandia        | Ásmundur Bjarnason, Guðmundur Lárusson, Finnbjörn Þorvaldsson, Haukur Clausen | 41,9 |
| 6       | Włochy          | Franco Leccese, Gino Riva, Giuseppe Guzzi, Angelo Moretti                     | 43,2 |